# ONE (JUN SKY WALKER(S)のアルバム)
『ONE』は、JUN SKY WALKER(S)の1枚目のベスト・アルバム。1992年8月21日にトイズファクトリーよりリリースされた。

## 概要
デビュー以来初となるベストアルバム。1stシングルから6thシングルまでが収録されている。ただし3rdシングル「白いクリスマス」は収録されていない。
2022年3月現在5番目に売れたアルバム。
オフィシャルサイトのディスコグラフィーには記載されていない。

## 収録曲
1. すてきな夜空
1stシングル
2. START
4thシングル
3. 風見鶏
アルバム『歩いていこう』収録曲
4. PARADE
アルバム『TOO BAD』収録曲
5. 全部このままで
アルバム『全部このままで』収録曲
6. 休みの日
アルバム『START』収録曲
7. だから自由はここにある
6thシングル
8. メロディー
7thシングル
9. カステラ“Acoustic Version”
シングル『すてきな夜空』収録曲
10. Let’s Goヒバリヒルズ
アルバム『Let’s Go Hibari-hills』収録曲
11. 歩いていこう
2ndシングル
12. 声がなくなるまで
アルバム『ひとつ抱きしめて』収録曲
13. つめこんだHAPPY (Remix Version)
5thシングル
14. MY GENERATION
アルバム『J(S)W』『全部このままで』収録曲
15. エンジェル
16. BAD MORNING
アルバム『ひとつ抱きしめて』収録曲